# Torre di Roccapreturo
La torre di Roccapreturo è una torre medievale di avvistamento (XIII- XIV secolo) nelle vicinanze del paese di Roccapreturo, frazione del paese di Acciano (AQ) in Abruzzo.

## Storia
La citazione più antica del borgo di Roccapreturo (Praetorium) risale al X secolo in un documento relativo a una elargizione di beni del territorio di Valva all'abbazia di Farfa. Alla fine del XII secolo il borgo era un feudo di Gualtiero, figlio di Gionata di Collepietro. La fortificazione fu sviluppata probabilmente dopo l'invasione normanna; nel 1239 Federico II di Svevia ordinò di rafforzare alcune fortificazioni della zona, compresa Roccapreturo e, risulta che la fortificazione sia stata soggetta a tassazione nel 1269 da Carlo I d’Angiò. risulta che nel 1409 viene citata come appartenente al quartiere del contado aquilano di S. Giorgio. Da altre fonti si trova che nel 1400 viene indicata come "Roca di Preturo" ovvero "fortezza sulla roccia".

## Descrizione

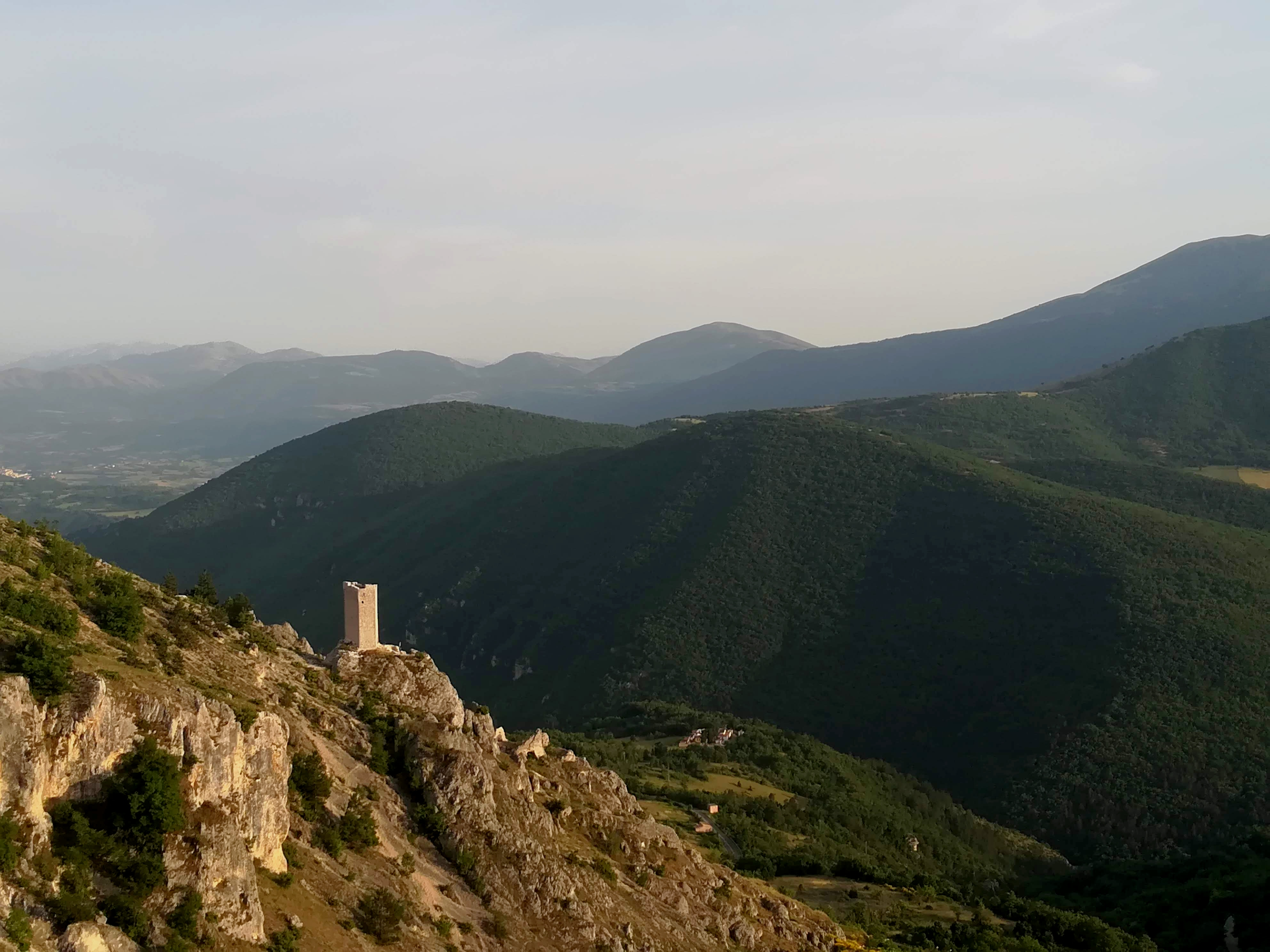
Veduta panoramica

La torre alta circa dieci metri e a sezione pentagonale sorge su uno sperone roccioso sopra il centro abitato di Roccapreturo; è una torre cintata (o castello a recinto) cioè una torre nella parte superiore dell'area recintata; il muro di cinta segue la particolarmente aspra orografia del terreno roccioso e  fungeva da rifugio degli abitanti in caso di pericolo. Insieme alle torri di Beffi e di Goriano Valli costituiva un sistema di avvistamento a protezione del territorio. La cinta è ormai scomparsa e rimane solo la torre. La torre è stata ristrutturata nel 2019.